# 抛沙镇
抛沙镇，是中华人民共和国甘肃省陇南市成县下辖的一个乡镇级行政单位。

## 行政区划
抛沙镇下辖以下地区：
高桥社区、乐楼社区、赵山村、乐楼村、高桥村、强坝村、磨坝村、转湾村、胡寨村、东罗村、广化村、丰泉村、东营村、任湾村、唐坪村、平岛村和小湾村。